# June Havoc
June Havoc (8. november 1912 – 28. marts 2010), var en amerikansk skuespillerinde.